# Наполеон Хил
Оливер Наполеон Хил (енгл. Oliver Napoleon Hill; Паунд, 26. октобар 1883 — Гринвил, 8. новембар 1970) био је амерички аутор књига за самопомоћ. Познат је по књизи Мисли и обогати се (1937), која је једна од најпродаванијих књига за самопомоћ свих времена. Инсистирао је на томе да су жарка очекивања неопходна за побољшање нечијег живота. Већина књига је промовисана као излагање принципа за постизање „успеха”.
Данас се сматра контроверзном личношћу. Оптужен за превару, савремени историчари такође сумњају у многе његове тврдње, попут да је упознао Ендруа Карнегија и да је био адвокат. Веб-сајт Gizmodo га је назвао „најпознатијим преварантом за којег вероватно никада нисте чули”. Његова дела су инспирисана филозофијом Нове мисли и списима Ралфа Волда Емерсона.